# Vultur himalayan
Vulturul himalayan (Gyps himalayensis) este o specie de pasăre accipitriformă din familia Accipitridae înrudită îndeaproape cu vulturul sur.

## Amenințări
Vulturul himalayan este sensibil la toxicitatea indusă de diclofenac, un medicament ale cărui reziduuri din carcasele animalelor domestice a dus la declinul rapid al populațiilor altor vulturi din genul Gyps din întreaga Asie. Cu toate acestea, populațiile de vulturi din Himalaya nu au prezentat semne de declin rapid, deși s-au observat reduceri ale numărului de păsări cuibăritoare în unele părți ale arealului său din Nepal.